# Eutelsat 48C
Eutelsat 48C (frühere Bezeichnungen Eutelsat 21A, Eutelsat W3, Eutelsat W6) war ein  Kommunikationssatellit der European Telecommunications Satellite Organization Eutelsat mit Sitz in Paris.

## Geschichte
Er wurde am 12. April 1999 an Bord einer Atlas-Rakete von der Cape Canaveral Air Force Station, dem Weltraumbahnhof in Florida, USA, gestartet. Der Satellit wurde ursprünglich als Eutelsat W3 auf der Orbitalposition 7° Ost betrieben, dort jedoch aus technischen Gründen vorzeitig durch den Satelliten Eutelsat W3A ersetzt. Er wurde auf Position 21,5° Ost verschoben und auf Eutelsat W6 umbenannt.
Am 1. März 2012 hat Eutelsat die Namen seiner Satelliten rund um den Markennamen vereinheitlicht, der Satellit wechselte seine Bezeichnung auf Eutelsat 21A.
Am 10. November 2012 wurde Eutelsat 21B gestartet, welcher Eutelsat 21A an dessen Position ersetzte. Eutelsat 21A wurde dann auf Position 48° Ost verschoben und auf Eutelsat 48C final umbenannt.
Im November 2014 wurde Eutelsat 48C außer Betrieb genommen und in einer Friedhofsorbit versetzt.

## Technik
Eutelsat 48C stellte fast ausschließlich Kapazitäten für Internet- und Multimediadienste bereit. Nur wenige Radio- und TV-Programmen wurden übertragen. Vor allem Unternehmen waren die Zielgruppe diese Satelliten. Sie sollten Eutelsat 48C für ihre Kommunikations- und Internetverbindungen (zum Beispiel Videokonferenzen, Internetanbindung im Nahen Osten) nutzen.

## Empfang
Der Satellit konnte in Europa, Afrika, dem Nahen Osten sowie Teilen Asiens und Russlands empfangen werden.